# Gustav-Adolf von Zangen
Gustav-Adolf von Zangen (7 de noviembre de 1892, Darmstadt, Gran Ducado de Hesse - 1 de mayo de 1964, Hanau, Hesse, República Federal Alemana) fue un militar alemán, que sirvió bajo el Imperio alemán, la República de Weimar y el Tercer Reich, destacando especialmente por su papel en la Wehrmacht durante la Segunda Guerra Mundial, período en el que estuvo al mando del 15.º Ejército alemán desplegado en los Países Bajos. Recibió la Cruz de Caballero de la Cruz de Hierro con Hojas de Roble.

## Inicios de su carrera
Gustav-Adolf von Zangen nació el 7 de noviembre de 1892 en la localidad de Darmstadt, en el Gran Ducado de Hesse, uno de los estados que formaban parte del Imperio alemán.
Zangen tomó parte en la Primera Guerra Mundial, durante la que fue condecorado con la Cruz de Hierro, finalizando la guerra con el grado de primer teniente.

## Segunda Guerra Mundial
Desde 1938 se hallaba al mando del 88.º Regimiento de Infantería, con el que inició la Segunda Guerra Mundial.
Su primer mando importante en la Wehrmacht durante la Segunda Guerra Mundial fue el de la 17.ª División de Infantería, con la que tomó parte en la Operación Barbarroja, la invasión de la Unión Soviética.
En 1943 tomó el mando del LXXXIV Cuerpo de Ejército, que se encontraba desplegado como fuerza militar de ocupación en Francia, para poco después pasar a mandar el LXXXVII Cuerpo de Ejército, en Italia.
El 25 de agosto de 1944, tras la derrota alemana en la batalla de Normandía, sustituyó al general Hans von Salmuth al frente del 15.º Ejército en el Frente Occidental. Habiendo estado desplegado en el Paso de Calais durante la campaña de 1944 en Francia, Zangen se vio obligado a replegar su ejército, junto con los restos de otros ejércitos alemanes, a través del Escalda a las islas de Walcheren y Zuid-Beveland antes de poder desplegar sus tropas contra el avance de los Aliados en los Países Bajos.
Durante la ofensiva alemana en las Ardenas (batalla de las Ardenas), su 15.º ejército tenía la misión de fijar a las unidades del Ejército británico y del Ejército estadounidense que se hallaban al norte del área de avance de la ofensiva alemana.

## Posguerra
Gustav-Adolf von Zangen falleció el 1 de mayo de 1964 en Hanau, en el land de Hesse, en la República Federal Alemana.
| Predecesor: Generalleutnant Ernst Güntzel           | Comandante en jefe de la 17.ª División de Infantería 25 de diciembre de 1941 - 31 de marzo de 1943 | Sucesor: Generalmajor Richard Zimmer         |
| Predecesor: General der Artillerie Hans Behlendorff | Comandante en jefe del LXXXIV Cuerpo de Ejército 1 de abril de 1943 - 31 de julio de 1943          | Sucesor: General der Artillerie Erich Marcks |
| Predecesor: General der Artillerie Erich Marcks     | Comandante en jefe del LXXXVII Cuerpo de Ejército 1 de agosto de 1943 - marzo de 1944              | Sucesor: Ninguno                             |
| Predecesor: Generaloberst Hans von Salmuth          | Comandante en jefe del 15.º Ejército 25 de agosto de 1944 - 18 de abril de 1945                    | Sucesor: Ninguno                             |